# Twierdzenie Fejéra
Twierdzenie Fejéra – twierdzenie analizy harmonicznej, mówiące, że ciąg tzw. sum Fejéra rzeczywistej funkcji całkowalnej w sensie Lebesgue’a, okresowej, o okresie 2π i ciągłej jest do niej zbieżny jednostajnie. Nazwa twierdzenia pochodzi od nazwiska węgierskiego matematyka, Lipóta Fejéra.

## Pojęcia wstępne
Jeśli {\displaystyle f\colon [-\pi ,\pi ]\to \mathbb {C} } jest całkowalna w sensie Lebesgue’a, to ciąg {\displaystyle {\hat {f}}\colon \mathbb {Z} \to \mathbb {C} } dany wzorem
{\displaystyle {\hat {f}}(k)={\frac {1}{2\pi }}\int \limits _{-\pi }^{\pi }f(x)e^{-ikx}dx}
nazywamy transformatą Fouriera funkcji {\displaystyle f,} natomiast ciąg {\displaystyle (s_{n})_{n\in \mathbb {N} }} dany wzorem
{\displaystyle s_{n}(x)=\sum _{k=-n}^{n}{\hat {f}}(k)e^{ikx}} dla {\displaystyle x\in \mathbb {R} }
nazywamy ciągiem sum częściowych szeregu Fouriera funkcji {\displaystyle f.} Jeżeli {\displaystyle D_{n}} jest {\displaystyle n}-tym jądrem Dirichleta oraz {\displaystyle x\in \mathbb {R} ,} to
{\displaystyle s_{n}(x)={\frac {1}{2\pi }}\int \limits _{-\pi }^{\pi }D_{n}(x-y)f(y)dy.}
Jeśli {\displaystyle (s_{n})_{n\in \mathbb {N} }} ciągiem sum częściowych szeregu Fouriera funkcji {\displaystyle f,} to ciąg {\displaystyle (\sigma _{n})_{n\in \mathbb {N} }} dany wzorem
{\displaystyle \sigma _{n}(x)={\frac {1}{n}}\sum _{k=0}^{n-1}s_{k}} dla {\displaystyle x\in \mathbb {R} }
nazywamy ciągiem sum Fejéra funkcji {\displaystyle f.}

## Twierdzenie Fejéra
Jeżeli {\displaystyle f\colon \mathbb {R} \to \mathbb {C} } jest całkowalna w sensie Lebesgue’a oraz okresowa o okresie {\displaystyle 2\pi ,} to ciąg {\displaystyle (\sigma _{n})_{n\in \mathbb {N} }} jej sum Fejéra jest do niej jednostajnie zbieżny.